# Повидло з Тополовені
Повидло з Тополовені (Варення з Тополовені; рум. Magiun de Topoloveni) — страва традиційної румунської кухні, виготовляється зі слив. У 2011 році отримало захищене географічне зазначення у Європейському Союзі. Повидло з Тополовені — це свого роду джем, зроблений з дуже стиглих плодів різних сортів сливи без додавання цукру. Воно походить із містечка Тополовень в жудеці Арджеш. Дане повидло є антиоксидантом, здатне боретися зі стресом і допомагає у схудненні[джерело?].

## Історія
Рецепт повидла з Тополовені вперше згадується в 1914 році.
Повидло з Тополовені виготовляється виключно в регіоні, обмеженому муніципальними утвореннями Боцаркані, Крінтешті, Горенешті, Інурі, Голешті Баді, Цигенешті, Тополовені та Віцінешті. Цей район особливо підходить для вирощування сливи, він входить до складу жудець Арджеш у регіоні Валахія. Сливові сади покривають територію близько 17 000 га.
Повидло з Тополовені стало першим сертифікованим румунським натуральним продуктом і було захищено наказом Європейського Союзу № 338/2011 від 7 квітня 2011 року.
У 2003 році Румунія розгорнула військовий контингент в Афганістані, як член НАТО. У 2009 році натуральне повидло з Тополовені замінило мармелад на всіх базах НАТО. У 2010 році завод Тополовені був призначений офіційним постачальником для румунського Королівського дому.

## Приготування
Для приготування повидла необхідно чотири сорти слив. Повидло готується на дуже слабкому вогні протягом 10 годин без цукру, поки воно не почне прилипати до ложки. Продукт являє собою густу пасту, однорідну, темно-коричневу, з вмістом сухої речовини мінімум 55 %. Ця концентрація, відповідає 55 °Bx, забезпечує збереження продукту при температурі максимум 20 °C, без будь-яких добавок.
Сливи, які використовують для виробництва повидла з Тополовені, належать до різних місцевих різновидів сливи домашньої: Boambe de Leordeni, Bistriteana, Brumarii, Centenar, Dimbovita, Grasa ameliorata, Grasa Romanesca, Pescarus, Pitestean, Silvia, Stanley, Tomnatici Caran Sebes, Tuleu fat Tuleu timpuriu, Valcean, Vinata Romaneasca.